# Surucuá-violáceo
O surucuá-violáceo (Trogon violaceus) é uma espécie de ave da família Trogonidae. Está presente na América Central e do Sul.

## Características
Mede aproximadamente 23 cm de comprimento e pesa 56 gramas. Possui dimorfismo sexual: machos com cabeça e peitos azuis, pálpebra amarela, dorso verde (tornando-se azulado próximo ao uropígio) e cauda com faixas tranversais alvinegras; fêmeas e imaturos com cinzentos com cauda barrada transversalmente de negro.
Apresenta duas subespécies: Trogon v. caligatus (ocorre do México ao norte da Venezuela e Colômbia) e Trogon v. violaceus (encontrada na Bacia Amazônica e em Trinidad).
È residente em muitas florestas tropicais, nidificando em ninhos de cupins, formigas e vespas ou em ocos de árvores, onde deposita de dois a três ovos brancos. Alimenta-se de insetos e pequenos frutos.